# Sebastián Beccacece
Sebastián Andrés Beccacece (Rosario, 17 december 1980) is een Argentijns voetbaltrainer die sinds 15 februari 2021 als hoofdtrainer onder contract staat bij Defensa y Justicia. In april 2021 werd de CONMEBOL Recopa over twee wedstrijden gewonnen van CONMEBOL Libertadores-winnaar Palmeiras. Voor Beccacece betekende dit zijn eerste clubprijs als hoofdtrainer.

## Erelijst
Als assistent-trainer
 Universidad de Chile
- Primera División: 2011 Apertura, 2011 Clausura, 2012 Apertura
- CONMEBOL Sudamericana: 2011

 Chili
- CONMEBOL Copa América: 2015

Als trainer
 Defensa y Justicia
- CONMEBOL Recopa: 2021